# Jardín Botánico de Tabriz
El Jardín Botánico de Tabriz es un jardín botánico de 25 hectáreas de extensión, de plantas tropicales y subtropicales, que se encuentra en Tabriz, en la provincia de Azerbaiyán, Irán.

## Localización
Se encuentra en las afueras de Tabriz, en una de las zonas más lluviosas del país, en la provincia del Azerbaiyán Meridional, en Irán.
Este jardín botánico junto con los jardines botánicos y arboretos repartidos por todo el país:
- Jardín Botánico de Noshahr
- Jardín Botánico de Dezful
- Jardín Botánico de Mashhad
- Colección de Plantas del Desierto de Yazd
- Colección de Plantas del Desierto de Kashan
- Colección de Plantas Medicinales de Hamadán,

dependen administrativamente del Jardín Botánico Nacional de Irán en Teherán

## Historia
Este jardín botánico fue creado en 1993.

## Colecciones
Las plantas que alberga este jardín botánico son de especies de diferentes partes del mundo, para las investigaciones que realizan. 
Son de destacar varias colecciones de plantas nativas.

## Propósitos
El objetivo principal de establecer este jardín botánico en la provincia de Azerbaiyán es la creación y aclimatación de diversas colecciones de plantas, lo que le convierte en un lugar fundamental para la investigación básica sobre estudios de botánica, teniendo también gran uso en aspectos de entrenamiento.
Además conducen investigaciones tendentes a preservar de la erosión genética a diversas especies de plantas, tanto nativas como extranjeras, preservando las especies en peligro y creando un banco de semillas para abastecimiento compatibles con las condiciones ambientales del país. 
Creación de un banco de germoplasma, con la identificación y selección de las especies que tienen valores económicos, comerciales, o medicinales. 
Intercambios de semillas y experiencias con los institutos iraníes y extranjeros, informando de nuevas especies y métodos de propagación y de preservación. 
Hacer del lugar una zona atráctiva para interesar como zona de lúdica a la población local y al turismo.